# Divadlo Na Slupi
Divadlo Na Slupi, byla budova s divadelním sálem v Praze 2, v ulici Na Slupi čp. 2052 , kterou si nechal postavit Vzdělávací sbor vyšehradský pro svoji činnost. Od roku 1925 zde vystupovaly desítky různých ochotnických a profesionálních souborů bez vlastního trvalého či dočasného zázemí Divadelní sál fungoval až do roku 1964, k demolici budovy došlo v roce 1975.

## Vznik divadla
Budova divadla byla postavena na pozemku někdejšího městského chudobince (pozemek čp.427/II) na pomezí Nového Města a Vyšehradu, proti vyústění Apolinářské ulice (Praha 2). Povolení ke stavbě bylo vyžádáno pro „spolkovou a přednáškovou dřevěnou síň“. Stavbu si nechal postavit Vzdělávací sbor vyšehradský pro svoji potřebu (měl mj. i vlastní ochotnický soubor). Divadlo bylo otevřeno v roce 1925, architekty byli Josef Barek a František Hodek. Zděné bylo jen podsklepení, základní zdi a pilíře, zbytek budovy byl dřevěný a omítnutý (na způsob divadelních „arén“ z 19. století). Budova sousedila s pozemkem a budovami Ministerstva spravedlnosti.
Již ve 30. letech 20. století se začaly objevovat technické nedostatky budovy, v roce 1937 bylo divadlo na určitou dobu z důvodu neplnění bezpečnostních předpisů dokonce uzavřeno.

## Hostující divadelní soubory
Kromě místních vyšehradských ochotníků se v divadle vystřídalo velké množství dalších ochotnických a profesionálních souborů. Divadlo se stalo centrem divadelní avantgardy druhé poloviny dvacátých let 20. století.
Od prosince 1925 v divadle vystupoval soubor Jiřího Frejky pod hlavičkou Divadla mladých a uvedl zde např. Frašku o mistru Mimínovi (31. prosince 1925) a Aristofanovu hru Ženy o Thesmoforiích (pod názvem Když ženy něco slaví) (9. ledna 1926). Od ledna 1926 začala sál Na Slupi využívat pro svá školní představení také konzervatoř.
Po vzniku Osvobozeného divadla jako sekce Devětsilu pak od 8. února 1926 působil v sále Na Slupi jako na své stálé scéně soubor Osvobozeného divadla. Toho dne zde uvedl Moliérovu komedii Cirkus Dandin. Osvobozené divadlo se v lednu 1927 odstěhovalo do Umělecké besedy.
Mezi dalšími soubory a spolky vystupujícími v sále Divadla Na Slupi v letech 1926–1951 byly např.
- Divadlo Dada (v letech 1927–8)[1]
- Spolek Vltavan
- DS Švanda dudák
- TJ Sokol Vyšehrad
- Spolek Čs. červeného kříže (Praha III)
- Ochotnický kroužek Charita
- Dělnická ochotnická Beseda Tyl (Smíchov)
- Dram. Ochotnický spolek Nusle-Údolí
- Družstvo lid. divadla v Libni
- Družstvo lid. divadla v Michli
- Dobročinný spolek Lidumil
- Jednota čs. Orla Praha-Smíchov
- Spolek V. B. Třebízský

aj.
Od roku 1949 bylo divadlo ve správě organizace Umění lidu. Před polovinou 50. let ukončil svou činnost v divadle Vzdělávací sbor vyšehradský. Divadlo bylo dáno do správy Státního divadelního studia (SDS).
Součástí SDS bylo v tu dobu i divadlo Semafor (které prošlo mnoha sály a divadly v Praze), ale v sále Na Slupi odehrálo v červenci 1962 premiéru hry Jiřího Suchého a Jiřího Šlitra Jonáš a Tingltangl.

## Citát
| „                   | Frejkův soubor vytušil možnost získat stálé útočiště a také místní ochotníci viděli v propůjčení svého nového divadla aktivitám mladé avantgardní skupiny určitou reklamu. Proto se rozhodli její činnost v době, kdy se pokusy o udělení koncese na její samostatný provoz nezdařily, zaštítit. Z původní Zkušební scény se tak stalo Divadlo mladých... Prostor divadla Na Slupi sice nebyl nijak rozlehlý, k dispozici bylo nepříliš hluboké a zužující se jeviště, orchestřiště se částečně skrývalo pod jevištěm a ani technické zázemí nepatřilo k nejlepším, ale jako provizorní řešení slupské divadlo vcelku dostačovalo. | “ |
| — Andrea Jochmanová | |   |

## Zánik divadla
Státní divadelní studio se od roku 1962 zabývalo návrhem na rekonstrukci divadla a jeho dostavbou o další objekty, ale toto nebylo schváleno odborem výstavby Obvodního národního výboru v Praze 2. Ukončení provozu divadla z důvodu špatného stavebního stavu a stavu nevyhovujícím bezpečnostním a požárním předpisům nastalo v roce 1964. Budova následně sloužila jako skladiště dekorací a rekvizit pro soubory sdružené ve Státním divadelním studiu, ale po zřícení části přístavku a propadu stropu v roce 1971 bylo navrženo k demolici. Rozhodnutí o demolici bylo vydáno v květnu 1973 a opakovaně v říjnu 1974. Demolice pak proběhla před koncem roku 1975.

## Nové projekty Na Slupi
V roce 2004 se o vzkříšení divadla na původním pozemku Na Slupi pokoušel herec Tomáš Töpfer , avšak z nedostatku finančních prostředků se projekt neuskutečnil.
V roce 2006 založila Helena Bendová v budově na sousedním pozemku původního divadla ve Vyšehradské ulici Centrum volného času Botič pro děti a seniory. Zde vznikla pak v roce 2010 společnost ArtBotič, podporující kreativitu dětí a dospělých, mladé talentované umělce a profesionály. Jedním z cílů společnosti bylo vybudovat profesionální divadelní soubor, který by navázal na tradici Divadla Na Slupi. V roce 2017 bylo pak Helenou Bendovou divadlo založeno ve formě projektu, pod názvem Divadlo Na Slupi. Jsou zde pořádána divadelní představení, koncerty, výstavy a další akce.